# Schneemann (mascotte)
Pour les articles homonymes, voir Schneemann.
Schneemann (bonhomme de neige en allemand) est la mascotte olympique des Jeux olympiques d'hiver de 1976  à Innsbruck, crée par Walter Pötsch. Il s'est aussi appelé à l'origine Mandele puis, par contraction entre Schneemann et Mandele, Schneemandl.
Il représente un petit bonhomme de neige comme une grosse boule de neige avec des bras et des jambes, des yeux noirs, une carotte en guise de nez et un chapeau rouge tyrolien.
C'est la première mascotte officielle des jeux d'hiver qui a été utilisée largement dans différentes déclinaisons de marchandises et elle est devenue un succès financier.